# Östanå, Sandviken
Östanå är en stadsdel i östra delen av Sandviken i Sandvikens kommun.

## Tätorten
1960 avgränsade SCB här en tätort med 383 invånare inom Sandvikens stad. 1970 hade tätorten vuxit samman med Sandvikens tätort. 2018 avgränsade SCB bebyggelsen som en separat tätort.
Östanå hade tidigare en kooperativ butik, en gång driven av Älvkarleby konsumtionsförening, senare Konsum Alfa (Gävle). Den 28 januari 1977 stängde Konsum i Östanå på grund av bristande lönsamhet.

### Kommunikationer
X-Trafiks busslinje 91 mellan Sandviken i väster och Forsbacka, Valbo och Gävle i öster är ortens enda kollektivtrafiksförbindelse. I rusningstid går det en tur i timmen åt båda hållen.

### Befolkningsutveckling
| Befolkningsutvecklingen i Östanå 1950–2020                                              | Befolkningsutvecklingen i Östanå 1950–2020 | Befolkningsutvecklingen i Östanå 1950–2020 | Befolkningsutvecklingen i Östanå 1950–2020 | Befolkningsutvecklingen i Östanå 1950–2020 |
| --------------------------------------------------------------------------------------- | ------------------------------------------ | ------------------------------------------ | ------------------------------------------ | ------------------------------------------ |
|                                                                                         |                                            |                                            |                                            |                                            |
| År                                                                                      |                                            |                                            | Folkmängd                                  | Areal (ha)                                 |
| 1950                                                                                    | 1950                                       |                                            | 914                                        | ##                                         |
| 1960                                                                                    | 1960                                       |                                            | 383                                        | 29                                         |
| 1965                                                                                    | 1965                                       |                                            | 334                                        | 26                                         |
| 2020                                                                                    | 2020                                       |                                            | 220                                        | 20                                         |
| Anm.: Sammanvuxen med Sandviken 1970. ## Som tätort/befolkningsagglomeration 1920–1950. |                                            |                                            |                                            |                                            |